# Edificio Estuario
El Edificio Estuario se encuentra en la esquina noroeste del cruce de las calles Reconquista y Ricardo Rojas, junto a la Avenida Leandro N. Alem. Se caracteriza por la estructura externa de vigas y columnas que conforman su fachada. Está frente al conjunto Catalinas Norte, en el barrio de Retiro de la ciudad de Buenos Aires, Argentina.
Ubicado en una zona protagonizada mayormente por edificios de oficinas construidos en los años 1970, el aspecto singular del edificio lo distingue, ya que rompe con la homogeneidad de las fachadas que caracteriza a la vereda oeste de la Avenida Alem.
Su terreno, que ocupa un terreno sumamente irregular de unos 485 m², con salida por las calles Rojas y Reconquista, está en la barranca formada por la antigua ribera del Río de la Plata, anterior a los rellenos sucesivos que la alejaron hasta estar actualmente en la Reserva Ecológica Costanera Sur. 
Fue proyectado por el estudio de los arquitectos Miguel Baudizzone, Antonio Tony Díaz, Jorge Lestard, Alberto Varas en 1975. La construcción estuvo a cargo de Dragados y Construcciones Argentina S.A. (DYCASA) y se desarrolló entre 1977 y 1979. El Estudio de los ingenieros civiles Pedregal y Peral participó como asesor de estructuras, y la compañía de Petracca e Hijos S.A. proveyó los vidrios.

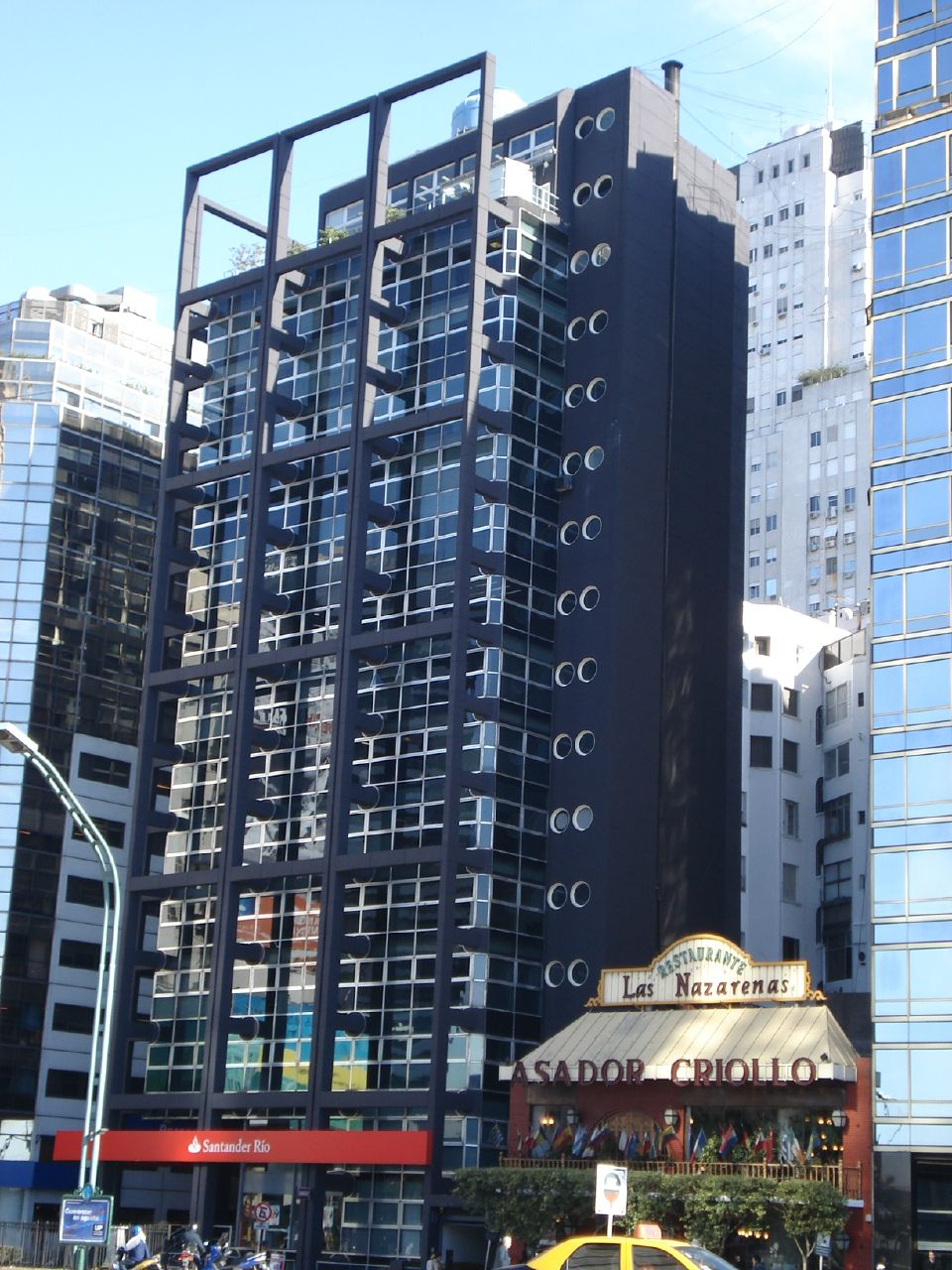
Otra vista del edificio.

El Edificio Estuario está desarrollado en tres subsuelos, planta baja y 14 pisos superiores. Los dos últimos niveles conforman un dúplex. Concebido para oficinas de alquiler entre los pisos 3 y 14, la planta baja y los dos primeros pisos altos fueron pensados para sucursal bancaria de manera independiente. Desde el comienzo, ese espacio es ocupado por el Banco del Río de la Plata (Banco Río), desde 2007 Banco Santander Río.
La fachada es el elemento más particular del edificio. La vereda oeste de la Avenida Leandro N. Alem se caracteriza por las recovas que unifican los distintos edificios, desde comienzos del siglo XX hasta los más modernos, debido a una ordenanza municipal. Sin embargo, el Estuario está técnicamente ubicado en la calle Reconquista, pero en un punto en donde ambas vías se unen y están separadas meramente por una dársena de cemento. Por ello, los autores decidieron mantener de cierta forma el detalle de las columnas de la recova, planteando una doble fachada. El cuerpo del edificio está retirado de la línea municipal de frentes, y posee una fachada de tipo muro cortina con perfiles de aluminio y vidrios grises. Por otra parte, y marcando el perímetro del terreno, se desarrolla la segunda fachada, formada por la estructura de vigas y columnas de hormigón, que se introducen en el cuerpo del edificio a través del muro cortina y se unen al núcleo.